# Pikku jättiläinen
Pikku Jättiläinen är en finskspråkig systematisk uppslagsbok, utkom 1924–1964 i nitton upplagor, redigerade av Yrjö Karilas. 
Kring verket, som såldes i sammanlagt 294 000 exemplar, uppstod en bildningsiver som nästan antog karaktären av en folkrörelse. Framgången inspirerade förlaget WSOY till att ge ut liknande arbeten från olika specialområden, bland annat idrott (Urheilun Pikku Jättiläinen, första upplagan 1945, redaktör Martti Jukola), lantbruk (Maatalouden Pikku Jättiläinen, första upplagan 1944, redaktör Seppo Simonen), näringsliv (Liikemaailman Pikku Jättiläinen, första upplagan 1946, redaktör Jorma Pohjanpalo), Finlands historia (Suomen historian Pikku Jättiläinen, första upplagan 1987, redaktör Seppo Zetterberg) och fortsättningskriget (Jatkosodan Pikku Jättiläinen, redaktörer Jari Leskinen/Antti Juutilainen, 2005). Det sistnämnda verket vann Fakta Finlandia-priset 2005. I Sverige utgav förlaget Natur & Kultur en svensk version av verket, Lille jätten (första upplagan 1944), som bland annat innehöll en avdelning om Svenskfinland.